# 福派恩斯 (加利福尼亞州)
福派恩斯（英語：Four Pines）是位於美國加利福尼亞州萊克縣的一個非建制地區。該地的面積和人口皆未知。

## 地理
福派恩斯的座標為39°36′36″N 123°00′46″W / 39.61000°N 123.01278°W，而該地的平均海拔高度為1327米（即4354英尺）。